# Návsí (nádraží)
Návsí je železniční stanice v České republice, v Moravskoslezském kraji. Leží na trati Bohumín–Čadca.

## Popis
Ve stanici se nacházejí 2 nástupiště (3 nástupní hrany). První nástupiště je umístěno u nádražní budovy. Pro přístup k 2. nástupišti je nutné využít podchod. Stanice je vybavena zabezpečovacím zařízením ESA (DOZ z CDP Přerov). Stanice je elektrizována soustavou 3 kV DC.[zdroj?]

## Integrace v IDS
Stanice je integrována v IDS Moravskoslezského kraje ODIS. Náleží do zóny č. 63.

## Prodej jízdenek
Ve stanici má pokladní přepážku dopravce České dráhy. Prodávají se tam také jízdenky dle tarifu ODIS a OneTicket.[zdroj?]

## Provoz

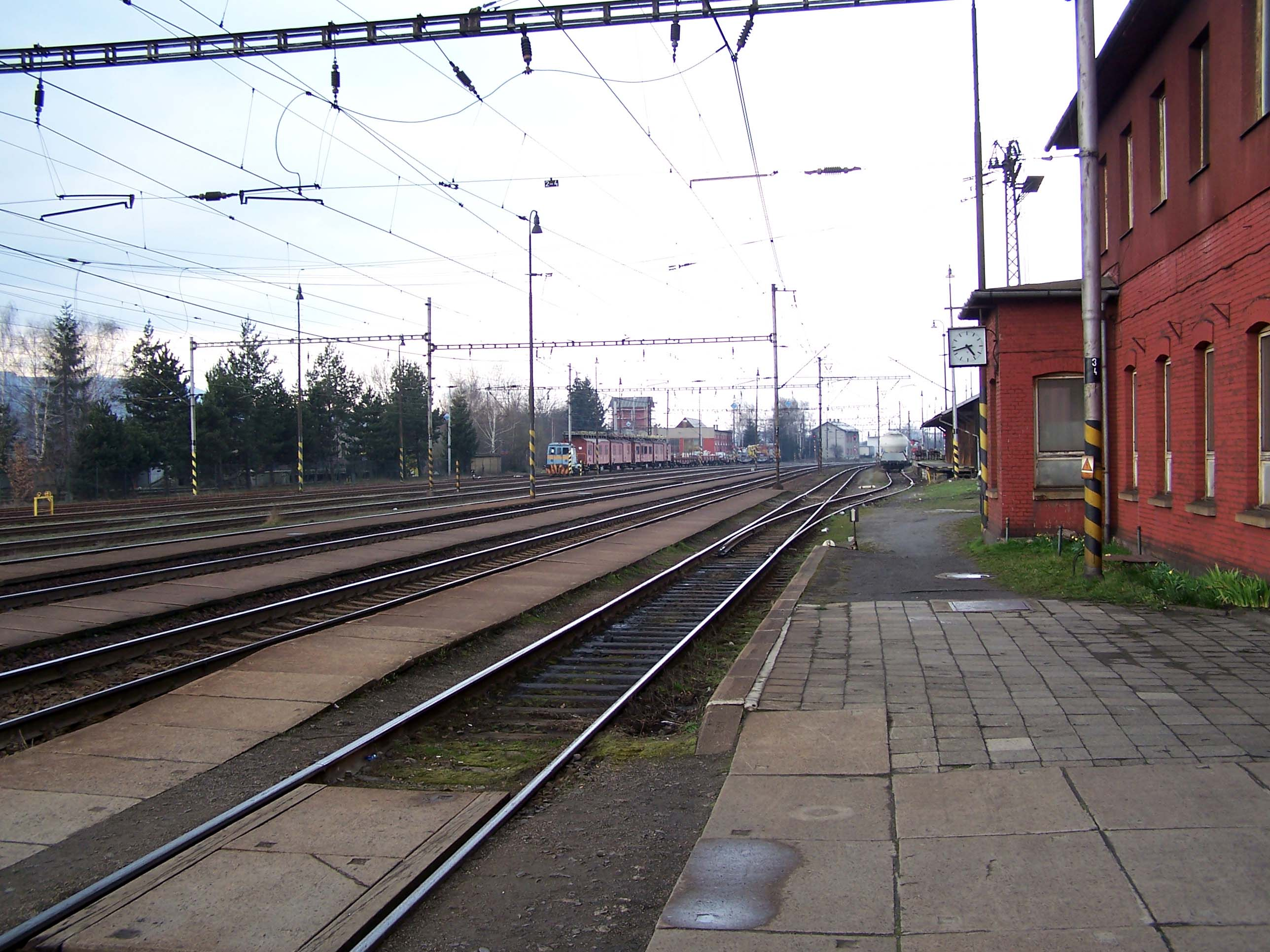
Podoba stanice před rekonstrukcí v roce 2008

Ve stanici pravidelně zastavují vlaky dopravce České dráhy, konkrétně linky ODIS S2 (Ostrava Svinov - Mosty u Jablunkova). Také zde zastavují EC Ostravan (Praha hl. n. - Žilina), R Kysučan (Ostrava Svinov - Žilina) a spěšné vlaky linky R61. Stanice je také obsluhována spoji doprace RegioJet.[zdroj?]